# Passin' Me By
"Passin' Me By" é uma canção do grupo de hip hop de South Central The Pharcyde, lançado em Março de 1993 através da Delicious Vinyl Records. A canção foi o segundo single lançado do primeiro álbum do grupo Bizarre Ride II the Pharcyde (1992). A canção foi produzida por J-Swift, utiliza samples de "Summer in the City", de Quincy Jones, "125th Street Congress" de Weather Report e "Are You Experienced" de The Jimi Hendrix Experience. "Passin' Me By" foi em torno sampleada por Joe, em seu single número 1 "Stutter".
Os quatro MC's do grupo, Bootie Brown, Slimkid3, Imani, e Fatlip, todos usam a faixa para se lembrar de paixões dos tempos de estudantes que eventualmente levaram a um coração partido. A canção chegou ao #1 na parada Hot Rap Singles, #52 na Billboard Hot 100 e #28 na Hot R&B/Hip-Hop Singles & Tracks.
Pitchfork Media's incluiu a canção no número 41 em sua Top 200 Tracks of the 90s.

## Vídeo clipe
O vídeo clipe (dirigido por Sanji) é inteiramente em preto-e-branco. Os rappers são vistos andando na parte de trás de um carro ou cantando atrás de uma cerca. Eles estão de cabeça pra baixo comparados ao resto do mundo através do vídeo.

## Lista de faixas

### Lado-A
1. "Passin' Me By" (Video Remix)
2. "Passin' Me By" (Video instrumental)
3. "Passin' Me By" (A capella)

### Lado-B
1. "Pork" (Original version)
2. "Pork" (Cosby edit)
3. "Pork" (Instrumental)